# Niklas Jessen
Niklas Jessen (* 4. September 2003 in Hamburg) ist ein deutscher Fußballspieler. Der Rechtsverteidiger steht beim Drittligisten MSV Duisburg unter Vertrag.

## Karriere

### Vereinskarriere
Jessen begann seine Laufbahn beim Walddörfer SV und wechselte 2013 in die Jugend des FC St. Pauli. 2017 ging er in die Nachwuchsabteilung des FC Bayern München, kehrte jedoch 2019 wieder zu St. Pauli zurück. Zur Saison 2021/22 rückte er in die zweite Mannschaft auf und absolvierte bis 2024 insgesamt 78 Spiele (1 Tor) in der Regionalliga Nord.
Im März 2024 wurde sein Wechsel zur zweiten Mannschaft von Borussia Dortmund bekanntgegeben. In der Drittliga-Saison 2024/25 kam er auf 20 Einsätze. Nach dem Abstieg der Dortmunder wechselte Jessen zur Saison 2025/26 zum Drittliga-Aufsteiger MSV Duisburg.

### Nationalmannschaft
Jessen absolvierte mehrere Länderspiele für die deutschen U15-, U16- und U19-Nationalmannschaften.

## Spielweise
Jessen agiert bevorzugt als rechter Außenverteidiger. Er wird als dynamisch und aggressiv beschrieben.